# Premi BAFTA 1952
La cerimonia di premiazione della 5ª edizione dei Premi BAFTA si è tenuta nel 1952.

## Vincitori e candidati
I vincitori sono indicati in grassetto.

### Miglior film internazionale (Best Film from any Source)
- Il piacere e l'amore (La ronde), regia di Max Ophüls
- Addio Mr. Harris (The Browning Version), regia di Anthony Asquith
- Un americano a Parigi (An American in Paris), regia di Vincente Minnelli
- Domenica d'agosto, regia di Luciano Emmer
- Edoardo e Carolina (Édouard et Caroline), regia di Jacques Becker
- L'incredibile avventura di Mr. Holland (The Lavender Hill Mob), regia di Charles Crichton
- No Resting Place, regia di Paul Rotha
- La notte del piacere (Fröken Julie), regia di Alf Sjöberg
- The Pennywhistle Blues, regia di Donald Swanson
- Peppino e Violetta (The Small Miracle), regia di Maurice Cloche e Ralph Smart
- Pietà per i giusti (Detective Story), regia di William Wyler
- La prova del fuoco (The Red Badge of Courage), regia di John Huston
- 14ª ora (14 Hours), regia di Henry Hathaway
- Quelli che mai disperano (White Corridors), regia di Pat Jackson
- Salerno, ora X (A Walk in the Sun), regia di Lewis Milestone
- Lo scandalo del vestito bianco (The Man in the White Suit), regia di Alexander Mackendrick
- Stupenda conquista (The Magic Box), regia di John e Roy Boulting
- L'urlo della folla (The Sound of Fury), regia di Cy Endfield

### Miglior film britannico (Best British Film)
- L'incredibile avventura di Mr. Holland (The Lavender Hill Mob), regia di Charles Crichton
- Addio Mr. Harris (The Browning Version), regia di Anthony Asquith
- No Resting Place, regia di Paul Rotha
- The Pennywhistle Blues, regia di Donald Swanson
- Peppino e Violetta (The Small Miracle), regia di Maurice Cloche e Ralph Smart
- Quelli che mai disperano (White Corridors), regia di Pat Jackson
- Lo scandalo del vestito bianco (The Man in the White Suit), regia di Alexander Mackendrick
- Stupenda conquista (The Magic Box), regia di John e Roy Boulting

### Miglior documentario (Best Documentary Film)
- La valle dei castori (Beaver Valley), regia di James Algar
- David, regia di Paul Dickson
- A Family Affair, regia di Irving Jacoby
- Family Portrait, regia di Humphrey Jennings
- Oil for the Twentieth Century
- Out of True, regia di Philip Leacock
- Bezoek aan Picasso, regia di Paul Haesaerts

### Premio UN (UN Award)
- Quattro in una jeep (Die Vier im Jeep), regia di Leopold Lindtberg e Elizabeth Montagu
- L'urlo della folla (The Sound of Fury), regia di Cy Endfield
- A Family Affair, regia di Irving Jacoby
- The Good Life
- Power for All, regia di Anthony Squire

### Premio speciale (Special Award)
- Gerald McBoing-Boing, regia di Robert Cannon
- The Diesel Story
- Enterprise
- Henry Moore
- The Isle of Man TT 1950
- Mother's Day, regia di James Broughton
- We've Come a Long Way